# Floralibracon floralis
Floralibracon floralis är en stekelart som först beskrevs av Smith 1858.  Floralibracon floralis ingår i släktet Floralibracon och familjen bracksteklar. Inga underarter finns listade i Catalogue of Life.